# Kanzel (Bächingen an der Brenz)

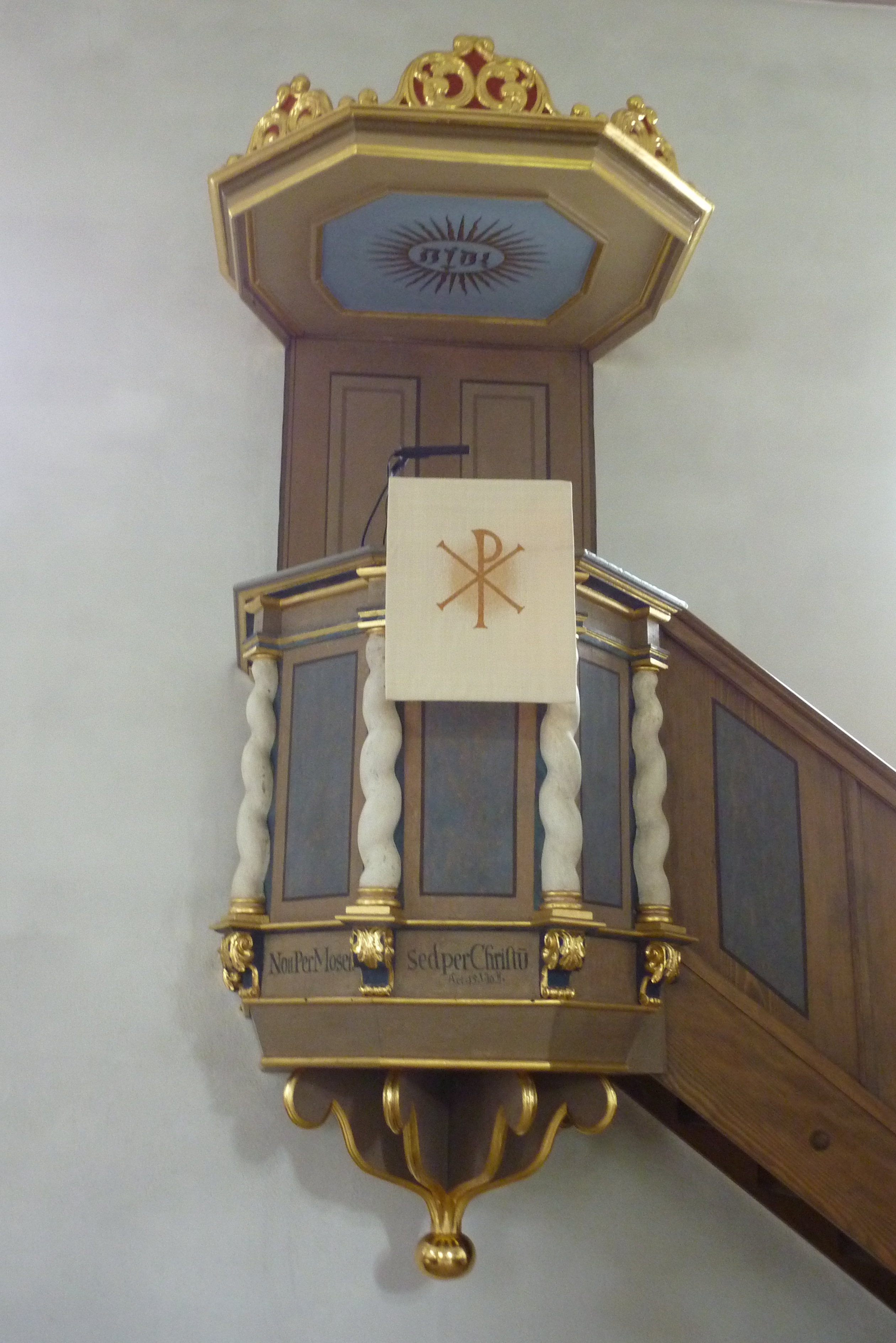
Kanzel in Bächingen

Die Kanzel in der evangelisch-lutherischen Pfarrkirche St. Nikolaus in Bächingen an der Brenz, einer Gemeinde im Landkreis Dillingen an der Donau im bayerischen Regierungsbezirk Schwaben, wurde im 18. Jahrhundert geschaffen. Die Kanzel ist ein Teil der als Baudenkmal geschützten Kirchenausstattung.
Die Kanzel aus Holz im Stil des Barocks besitzt einen viereckigen Kanzelkorb mit gedrehten Säulen an den Ecken. Die Farbfassung wurde erneuert. 

Am Sockel ist folgende Inschrift zu sehen: 

„Et Paulus Praedecavit Non Per Mosen sed per Christus  Act. 15 V 30.11“

Auf der Unterseite des achteckigen Schalldeckels steht in hebräischer Schrift Jahwe.